# Рецнай
Рецнай (нем. Retznei) — коммуна в Австрии, в федеральной земле Штирия. 
Входит в состав округа Лайбниц.  Население составляет 418 человек (на 1 января 2001 года). Занимает площадь 3,34 км².

## Политическая ситуация
Бургомистр коммуны — Детлеф Грубер (СДПА).
Совет представителей коммуны (нем. Gemeinderat) состоит из 9 мест.
- СДПА занимает 7 мест.
- АНП занимает 1 место.
- АПС занимает 1 место.